# آيت الحارث (إيمي نيفري)
آيت الحارث هو دُوَّار يقع بجماعة تفني، إقليم أزيلال، جهة بني ملال خنيفرة في المملكة المغربية. ينتمي الدوّار لمشيخة إيمي نيفري التي تضم 21 دوار. يقدر عدد سكانه بـ 209 نسمة حسب الإحصاء الرسمي للسكان والسكنى لسنة 2004.

## وصلات خارجية
- البوابة الوطنية للجماعات الترابية
- المندوبية السامية للتخطيط